# Maurice Bedel

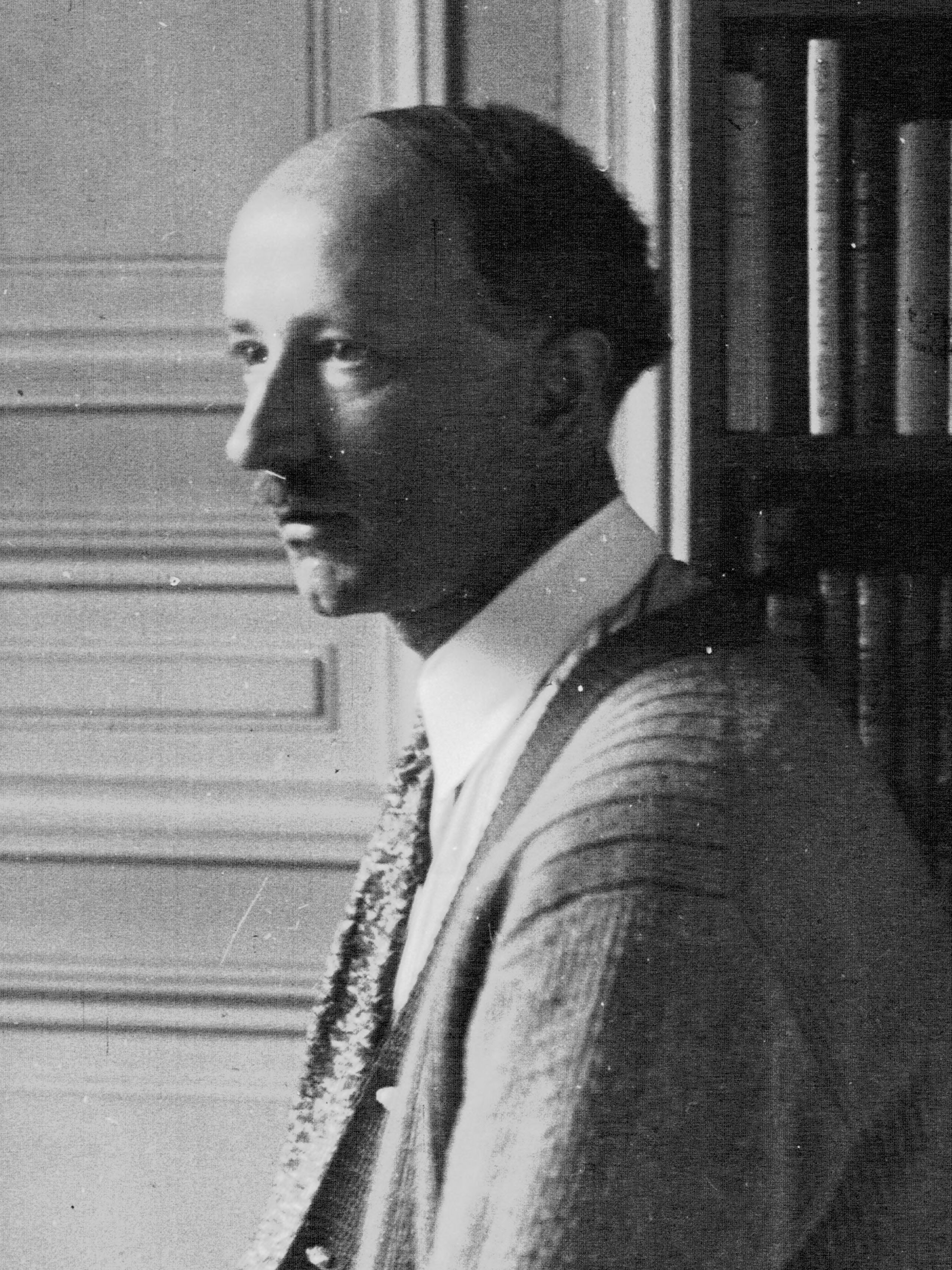
Maurice Bedel, 1927

Maurice Bedel (30 de diciembre de 1883 - 15 de octubre de 1954), fue un escritor y poeta francés.Ganó el premio Goncourt de novela con Jérôme 60° latitude nord, en 1927 y en 1948 fue elegido presidente de la Société des gens de lettres (Sociedad de hombres de letras de Francia).
Doctor en medicina, escribió una tesis sobre las obsesiones periódicas. Publicó sus primeros poemas (Le Cahier de Phane) bajo el seudónimo de Gabriel Senlis.

## Obra
- Le Cahier de Phane (con el seudónimo de Gabriel Senlis) (1913)
- Jérôme 60° latitude nord (1927) Premio Goncourt. Hay una traducción española, Jerome 60º latitud norte, publicada en Los premios Goncourt de novela, de Plaza y Janés, 1957-1981.
- Molinoff Indre-et-Loire (1928)
- Philippine (1930)
- Fascisme an VII (1929)
- L'Amour camarade (Flammarion, 1931)
- Une Enquête sur l'amour (1932)
- Zulfu (1933)
- Zigzags (1932)
- La Nouvelle Arcadie (1934)
- L'Alouette aux nuages (Gallimard, 1935)
- Mémoire sans malice sur les dames d'aujourd'hui (1935)
- La Touraine (1935)
- M. le professeur Jubier (1936)
- Le Laurier d'Apollon (1936)
- Géographie de mille hectares (1937)
- Bengali (1937)
- La France des Français et celle des autres (1937)
- Monsieur Hitler (1937)
- Berthe au grand pied (1943)
- Nicolas Eekman, Introduction à l'Album I (1943)
- Traité du plaisir (1945)
- Destin de la personne humaine (1948)
- Tropiques noirs (1950)
- Le Mariage des couleurs (1951)
- Voyage de Jérôme aux États-Unis d'Amérique (1953)
- Histoire de mille hectares (1953)
- Sur la route de Calcutta (1955)